# 経済産業委員会

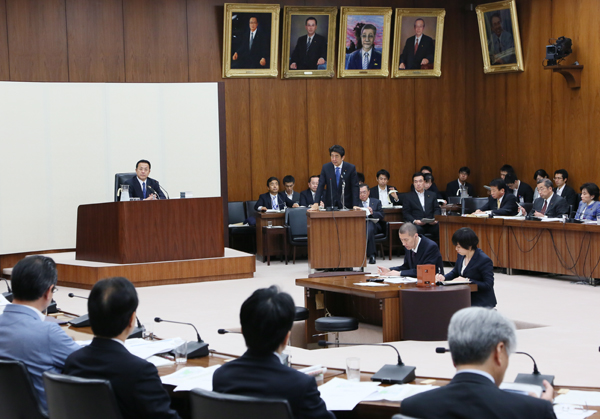
2015年5月、衆議院経済産業委員会の様子

経済産業委員会（けいざいさんぎょういいんかい）は、日本の衆議院・参議院における常任委員会の一つ。国会法第41条2項9号及び同条3項9号に規定される。

## 概要
経済産業委員会は、衆議院、参議院にそれぞれ置かれる常任委員会である。経済産業委員会が最初に置かれたのは、2001年1月31日に召集された第151回国会である。衆参の経済産業委員会はそれぞれの議院規則により所管が定められており、経済産業省・公正取引委員会・公害等調整委員会所管（鉱業等に係る土地利用に関する事項に限る。）を対象とする（衆議院規則92条9号、参議院規則74条9号）。具体的には、資源エネルギー、特許、中小企業、公正取引、鉱業等に係る土地利用等などである。
委員会の委員は、議院において選任される（国会法42条1項）。委員の選任は、すべて議長の指名によって行われる（衆議院規則37条、参議院規則30条1項）。実際には、各議院運営委員会において、各会派の議席数に応じて各委員会の委員の員数も配分され、個別の人事は配分された員数の範囲内で各会派によって行われる。
委員長は、委員の互選（国会法第25条）もしくは議長において指名（衆議院規則第15条第1項、参議院規則16条2項）で選任されると定められているが、後者の場合がほとんどである。この場合、事前に各会派間で協議された常任委員長各会派割当てと会派申出の候補者に基づいておこなわれる。なお、委員長に事故があった場合は理事が職務を行うことになっている（衆議院規則第38条第2項、参議院規則31条3項）。
理事の選任は委員の互選（衆議院規則第38条第2項、参議院規則32条2項）となっているが、第1回国会以来すべて委員長の指名により行われている。理事の員数および各会派割当ては議院運営委員会で決定した基準により、選挙など会派の構成が大きく変わった際に見直される。
2001年1月に実施された中央省庁再編で通商産業省が経済産業省に移行されたことを受けて設置された委員会であり、それまでの商工委員会と同じ性格を有す。

## 衆議院
- 衆議院における委員の選任は、総選挙後初めて召集される会期の始めに行われる（国会法第42条および衆議院委員会先例集9号）か、国会法または衆議院規則の改正により必要となったとき（衆議院委員会先例集10号）のみであり、その他の場合は異動とみなし、委員の辞任と補欠選任で対処することになっている。
- 多くの会派は、総選挙後の国会と毎年秋に召集される臨時国会の冒頭で各委員の構成を見直すことを例としていることから、実際に委員の構成が大きく変わるのはその際である。
- 委員の会派割当数は所属議員の比率により議院運営委員会において決定される（国会法第46条および衆議院委員会先例集12号）。

### 組織
衆議院経済産業委員会の員数は40人である（衆議院規則92条）。委員長1名、理事8名が選出または指名される。
衆議院経済産業委員会の組織
2025年（令和7年）5月21日現在
- 経済産業委員長
  - 宮崎政久（自由民主党・無所属の会）

- 理事
  - 鬼木誠、新谷正義、山下貴司（自由民主党・無所属の会）
  - 荒井優、山岡達丸、山崎誠（立憲民主党・無所属）
  - 斉木武志（日本維新の会）
  - 岡野純子（国民民主党・無所属クラブ）

- 委員
  - 岩田和親、江藤拓、小池正昭、坂本竜太郎、島田智明、鈴木英敬、関芳弘、世耕弘成、西村康稔、細野豪志、松本洋平、宮内秀樹、向山淳（自由民主党・無所属の会）
  - 東克哉、大島敦、岡田克也、落合貴之、小山展弘、鈴木岳幸、田嶋要、福森和歌子、吉田はるみ（立憲民主党・無所属）
  - 東徹、村上智信（日本維新の会）
  - 丹野みどり（国民民主党・無所属クラブ）
  - 福重隆浩、山口良治（公明党）
  - 佐原若子（れいわ新選組）
  - 辰巳孝太郎（日本共産党）
  - 吉良州司（有志の会）
  - 平岩征樹（無所属）

### 所管事項
衆議院経済産業委員会の所管事項は次の通り（衆議院規則92条）。
1. 経済産業省の所管に属する事項
2. 公正取引委員会に関する事項
3. 公害等調整委員会の所管に属する事項（鉱業等に係る土地利用に関する事項に限る。）

国政調査案件
1. 経済産業の基本政策に関する事項
2. 資源エネルギーに関する事項
3. 特許に関する事項
4. 私的独占の禁止及び公正取引に関する事項
5. 鉱業等に係る土地利用の調整に関する

## 参議院

### 組織
参議院経済産業委員会の員数は21人である（参議院規則74条）。委員長1名、理事数名が選出または指名される（参議院規則第16条及び31条）。
参議院経済産業委員会の組織
2025年（令和7年）6月3日現在
- 経済産業委員長：牧山ひろえ（立憲民主・社民・無所属）
- 理事：田中昌史、長峯誠、森屋宏（自由民主党）、古賀之士（立憲民主・社民・無所属）
- 委員
  - 自由民主党：浅尾慶一郎、太田房江、加藤明良、北村経夫、古賀友一郎、松村祥史、宮本周司
  - 立憲民主・社民・無所属：辻󠄀元清美、村田享子
  - 公明党：石川博崇、竹内真二
  - 日本維新の会：浅田均
  - 国民民主党・新緑風会：礒﨑哲史
  - 日本共産党：岩渕友
  - 各派に属しない議員：平山佐知子

### 所管事項
参議院経済産業委員会の所管事項は以下の通り（参議院規則74条）。
1. 経済産業省の所管に属する事項
2. 公正取引委員会の所管に属する事項

国政調査案件
1. 経済、産業、貿易及び公正取引等に関する事項

## 所管国務大臣
委員会が審査又は調査を行うときは、政府に対する委員の質疑は、国務大臣又は内閣官房副長官、副大臣若しくは大臣政務官に対して行う（衆議院規則45条の2、参議院規則42条の2）。どの国務大臣等に対して出席を求めるかは、各議院の委員会において、委員長及び理事の協議で決定される。経済産業委員会において出席を求められる主な国務大臣等は、以下の通り。
- 経済産業大臣
  - 武藤容治（自由民主党）
- 経済産業副大臣
  - 大串正樹（自由民主党）
  - 古賀友一郎（自由民主党）
- 経済産業大臣政務官
  - 竹内真二（公明党）
  - 加藤明良（自由民主党）